# Hiếu Hiền
Phạm Hiếu Hiền (sinh ngày 2 tháng 7 năm 1977), thường được biết đến với nghệ danh Hiếu Hiền, là một nam diễn viên hài, diễn viên điện ảnh và MC người Việt Nam.

## Tiểu sử
Hiếu Hiền sinh ra và lớn lên tại Thành phố Hồ Chí Minh, anh là con trai út của cố nghệ sĩ Kim Ngọc và cố nghệ sĩ Đức Lang. Hiếu Hiền từng nhiều năm đi diễn hài cùng mẹ và nhóm hài Kim Ngọc, với các vở tiêu biểu Tuyển tiếp viên, Bà bầu liều mạng và đóng nhiều vai phụ trong các bộ phim.
Tháng 12 năm 2010, Hiếu Hiền kết hôn với Thùy Liên. Ngày 16 tháng 1 năm 2011, nghệ sĩ Kim Ngọc - mẹ của Hiếu Hiền đột ngột qua đời do bị đột quỵ. Năm 2012, hai vợ chồng anh sinh một bé trai và đặt tên là Hiếu Nhân. Năm 2015, hai vợ chồng anh sinh một bé gái và đặt tên là Kim Hậu.
Ngày 13/4/2021, nghệ sĩ Đức Lang (tên thật là Phạm Hiếu Đức) (sinh 1940) (ba của Hiếu Hiền) qua đời do nhiều bệnh tuổi già và sức khỏe yếu.

## Sự nghiệp

### Hài đã đóng (Tiêu biểu)
- Tuyển tiếp viên
- Vợ và rượu
- Bà bầu liều mạng
- Ra giêng anh cưới em
- Bài Tango xa rồi
- Ăn mày tìm con
- Lòng lề đường
- Nhổ răng tư nhân
- Lỗ tai cây
- Chạy
- Bà ngoại thời @
- Tình không ranh giới
- Chiêu độc
- Khi đại gia mất
- Bỏ tiền chạy việc
- Tuyển ca sĩ
- Đón con về
- Trời xanh nhỏ lệ
- Ba Giai - Tú Xuất
- Bà xã tui number one
- Trạng chết, chúa băng hà
- Tệ hơn vợ thằng Đậu con mới chịu
- Và nhiều vở hài khác

### Phim truyền hình
| Năm  | Phim                     | Vai                     | Kênh       |
| ---- | ------------------------ | ----------------------- | ---------- |
| 2003 | Người trong mơ           |                         |            |
| 2006 | Tuyết nhiệt đới          | giang hồ                | HTV9       |
| 2008 | Bỗng dưng muốn khóc      | Hiều                    | VTV1       |
| 2008 | Cô gái xấu xí            | chủ nợ của Phương Trinh | VTV3       |
| 2008 | Ngõ vắng                 | Vũ                      | Let's Viet |
| 2009 | Chuyện tình đảo ngọc     | Sứa                     | HTV9       |
| 2009 | Ngôi nhà hạnh phúc       | Bá Thông                | VTV3       |
| 2010 | Cưới ngay kẻo tết        |                         | VTV3       |
| 2010 | Kính thưa osin           |                         | HTV2       |
| 2010 | Trọn đời bên em          | Bé Lùn                  |            |
| 2010 | Cho một tình yêu         | Bảy Hiếu                | VTV3       |
| 2011 | Sự thật vô hình          | chú bạn                 | THVL1      |
| 2011 | Khát vọng thượng lưu     | Tam Mập                 | VTV3       |
| 2013 | Vợ của chồng tôi         |                         | HTV9       |
| 2014 | Thầy đổi nghề            |                         | VTV3       |
| 2014 | Vừa đi vừa khóc          | Hiều                    | VTV3       |
| 2014 | Kim chi cà pháo          | Thịnh                   | VTV9       |
| 2014 | Trở về 3                 | Tèo                     | HTV9       |
| 2017 | Tía ơi đừng say          | Hải                     | SCTV14     |
| 2022 | Tình thắm duyên xuân     | Hai Sửu                 | THVL1      |
| 2022 | Mẹ rơm                   | Mãnh                    | VTV1       |
| 2022 | Giấc mơ của mẹ           | Tấn Tài                 | HTV2       |
| 2022 | Những trái tim nhảy nhót | Chủ nợ đa cấp           | HTV9       |
| 2023 | Hoa vương                | Ông Út                  | HTV2       |
| 2024 | Tết sum vầy              | Hiền                    | THVL1      |
| 2024 | Thần tài gõ cửa          | Tùng                    | IG. TV     |
| 2025 | Mẹ biển                  | Kiểng                   | VTV1       |

### Phim điện ảnh
| Năm  | Phim                           | Vai              |
| ---- | ------------------------------ | ---------------- |
| 2003 | Lưới trời                      | Quần Chúng       |
| 2004 | Những cô gái chân dài          | Quần Chúng       |
| 2006 | Hồn Trương Ba, da hàng thịt    |                  |
| 2007 | Ngôi nhà bí ẩn / Suối oan hồn  |                  |
| 2008 | Nụ hôn thần chết               | Ăn Cướp          |
| 2009 | Bẫy rồng                       | Phong / Ngưu     |
| 2010 | Công chúa teen và ngũ hổ tướng | Thổ              |
| 2011 | Long Ruồi                      | Bolo             |
| 2011 | Hot boy nổi loạn               | Cười             |
| 2012 | Hello cô Ba                    | Năm Mít          |
| 2012 | Lệ phí tình yêu                |                  |
| 2013 | Bay vào cõi mộng               | Bình "vù"        |
| 2013 | Lửa Phật                       | Huy              |
| 2013 | Tiền chùa                      | Chủ cửa hàng hoa |
| 2013 | Đại náo học đường              | Sửu              |
| 2014 | Xui mà hên                     |                  |
| 2014 | Tỷ phú chăn vịt                | Hiểu Khờ         |
| 2015 | Bảo mẫu siêu quậy              |                  |
| 2015 | Cho em gần anh thêm chút nữa   | Chủ Quán tiểu hổ |
| 2021 | Kiều                           | Hiền Bá          |

### Dẫn chương trình
- Ống kính hậu trường
- Tài tiếu tuyệt (2011)
- Just for Laughs - Cười lên nào
- Taxi may mắn
- Cùng vượt lên chính mình - Vượt qua thử thách
- Liveshow Hoàng Châu (2013)
- Cặp đôi hài hước (2017, 2018)
- Khẩu vị ngôi sao
- Cùng nhau hái lộc (2020)
- Và nhiều chương trình khác

### Chương trình truyền hình
- Chung sức (2006 - 2008)
- Dù bạn ở đâu (2010)
- Gala cười (2013)
- Taxi may mắn (2013)
- Đọ sức âm nhạc (2013)
- Tài tiếu tuyệt (2011-2014)
- Đố ai hát được (2014)
- Cười là thua (2014 - 2015)
- Danh hài đất Việt (2015 - 2016)
- Vì bạn xứng đáng (2017)
- Cặp đôi hài hước (2018) - Diễn viên
- Đấu trường ẩm thực (2018)
- Ký ức vui vẻ (2019)
- Giải mã tri kỷ (2020)
- Gà đẻ trứng vàng (2020)
- Tối chủ nhật vui vẻ (2020)
- Và nhiều chương trình khác